# Nau Co
Nau Co (kinesiska: Nawu Cuo, 纳屋错) är en sjö i Kina. Den ligger i den autonoma regionen Tibet, i den sydvästra delen av landet, omkring 930 kilometer nordväst om regionhuvudstaden Lhasa. Nau Co ligger 4 376 meter över havet. Trakten runt Nau Co är ofruktbar med lite eller ingen växtlighet.
Genomsnittlig årsnederbörd är 270 millimeter. Den regnigaste månaden är mars, med i genomsnitt 40 mm nederbörd, och den torraste är december, med 3 mm nederbörd.